# Gualtieri (cognome)
Gualtieri è un cognome di lingua italiana.

## Varianti
Galdi, Galdieri, Galdini, Galtieri, Galtiero, Gandi, Gandini, Gandino, Gotteri, Gottieri, Gualdi, Gualdieri, Gualdiero, Gualdo, Gualteri, Gualterio, Gualterotti, Gualtiero, Gualtierotti, Guatteri, Tarugi, Taruzzi, Terreno, Terrone, Terroni, Teruzzi, Tieri, Tirelli, Tiretta, Tironi, Tirotti, Trauzzi, Valdrè, Valter, Valtieri, Vatri, Vatteri, Vatteroni, Vaudero, Vautero.

## Origine e diffusione
Il cognome è diffuso in tutta Italia, prevalentemente al Sud.
Potrebbe derivare dal prenome di origine germanica Gualtiero, da santi omonimi o da un toponimo. Condivide l'elemento walda, "potenza", con cognomi quali Altieri, Gandolfi, Garibaldi, Guarnieri, Guerra, Tebaldi e Valdi.
Gualdieri, Galdieri, Gualteri e Tieri sono campani e calabresi; Valter e Tiretta sono veneti; Gualdi e Gualdieri sono centro-settentrionali; Guatteri è piemontese; Trauzzi è emiliano.

## Persone
- Giuseppe Gualtieri (1954) – poliziotto, prefetto e funzionario italiano
- Giuseppe Avarna di Gualtieri (1843-1916) – ambasciatore e politico italiano